# Bisdom Caetité
Het bisdom Caetité (Latijn: Dioecesis Caëtitensis) is een rooms-katholiek bisdom met als zetel Caetité, in Brazilië. Het bisdom is suffragaan aan het aartsbisdom Vitória da Conquista.

## Geschiedenis
Het bisdom werd opgericht op 20 oktober 1913, uit delen van het aartsbisdom Sao Salvador da Bahia, en was ook suffragaan aan dit aartsbisdom. Op 16 januari 2002 wisselde het van kerkprovincie en werd suffragaan aan het nieuw verheven aartsbisdom Vitória da Conquista. 

## Parochies
Het bisdom had in 2021 een oppervlakte van 41.980 km2 en telde 788.651 inwoners waarvan 80,6% rooms-katholiek was.

## Bisschoppen
- Manuel Raimundo de Melo (18 augustus 1914 - 30 juli 1923)
- Juvéncio de Brito (23 december 1926 - 15 december 1945)
- José Terceiro de Sousa (13 februari 1948 - 9 december 1955)
- José Pedro de Araújo Costa (25 mei 1957 - 28 december 1968)
- Silvério Jarbas Paulo de Albuquerque (17 maart 1970 - 18 januari 1973)
- Eliseu Maria Gomes de Oliveira (5 februari 1974 - 24 september 1980)
- Antônio Alberto Guimarães Rezende (9 november 1981 - 13 november 2002)
- Guerrino Riccardo Brusati (13 november 2002 - 27 mei 2015)
- José Roberto Silva Carvalho (26 oktober 2016 - heden)

Vitória da Conquista (aartsbisdom) · Bom Jesus da Lapa · Caetité · Jequié · Livramento de Nossa Senhora